# 外顯知識
外顯知識（Explicit Knowledge）是指可用文字、圖樣、聲音的方式儲存在特定媒體的知識，並且進而分享給大眾，例如：可以客觀地被觀察到的概念、論文、藝術品、使用手冊及教科書等等。隨著科技的進步及網絡的普及，外顯知識可更方便的儲存與流通。